# Verlichtingstechniek

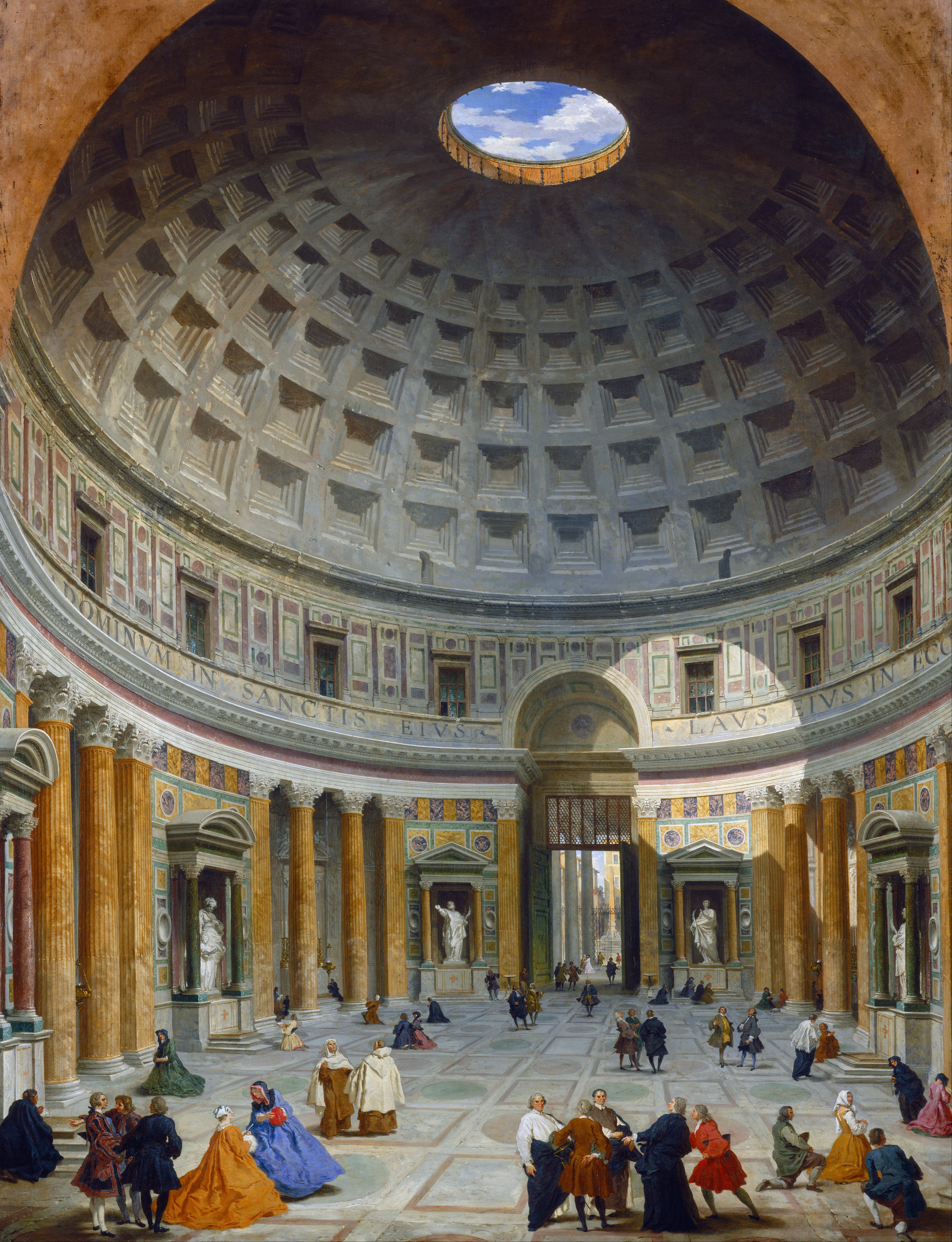
Interieur van het Pantheon (Rome), door Giovanni Paolo Panini

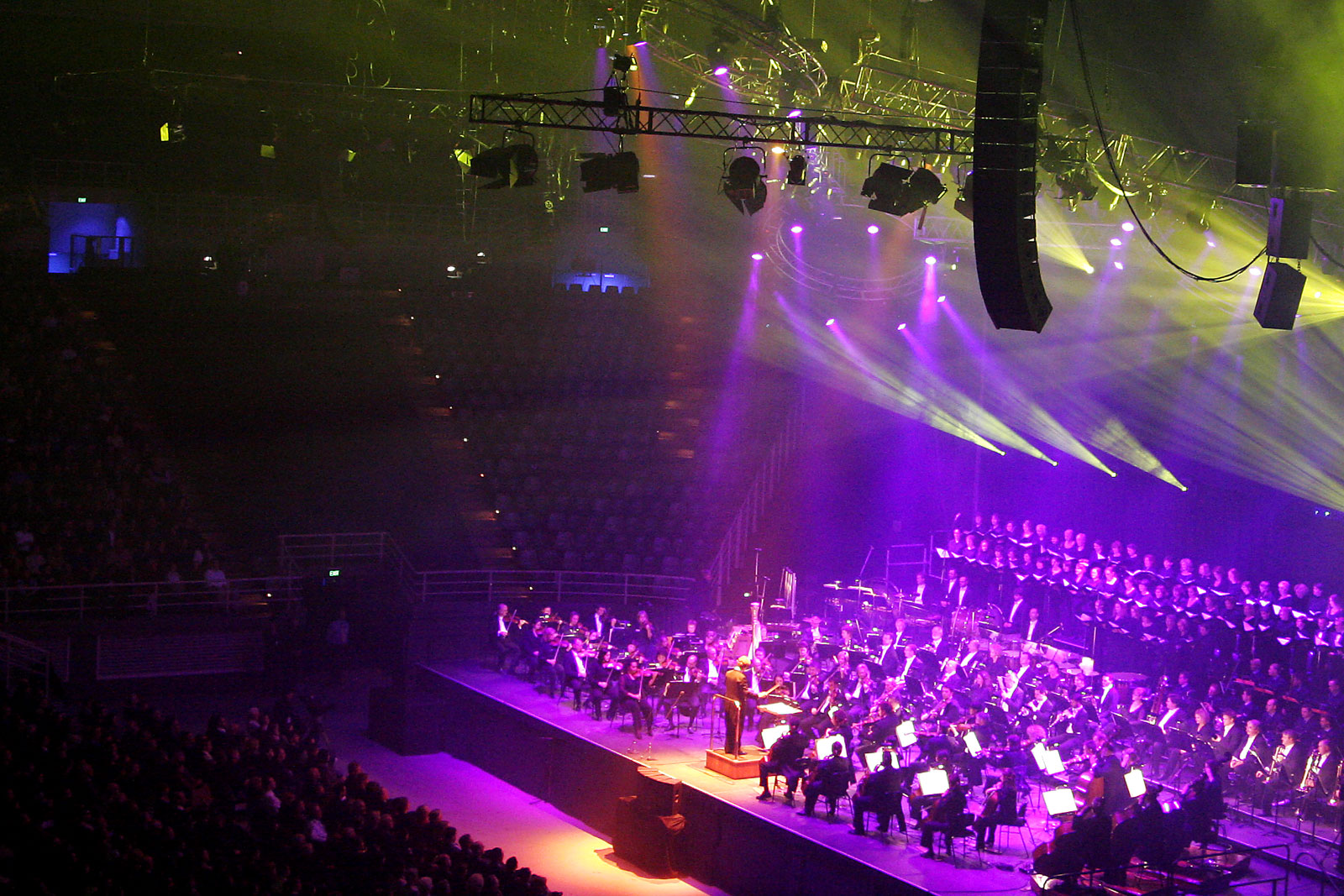
Rod Laver Arena, Melbourne

Verlichtingstechniek is alle techniek om licht te beïnvloeden. Dit omvat, naast het verlichten van binnen- en buitenruimten en het besturen van kunst- en daglicht, de signalering door licht. Lichttechniek omvat ook podiumverlichting en verlichting ten behoeve van filmproductie en fotografie.

## Geschiedenis
Tot de komst van de eerste elektrische verlichtingsmiddelen in de 19e eeuw, waren alle methoden om kunstlicht te maken gebaseerd op verbranding (kaars, olielamp, houtvuur). Thans zetten bijna alle lichtbronnen elektriciteit om in licht. Gangbare lichtbronnen zijn de gloeilamp, de fluorescentielamp, de gasontladingslamp en de led.

## Opleidingen in Nederland
- Hogere Verlichtingskunde (roc's)
- Middelbare Verlichtingstechniek (roc's)
- Hogere Verlichtingstechniek (Lighting Design Academy)